# Oziroe
Oziroe is een geslacht uit de aspergefamilie. De soorten komen voor in het zuidwesten van Zuid-Amerika.

## Soorten
- Oziroe acaulis
- Oziroe argentinensis
- Oziroe arida
- Oziroe biflora
- Oziroe pomensis